# Сталь (фильм, 1997)
«Мистер Сталь» — супергеройский научно-фантастический боевик режиссёра Кеннета Джонсона, вышедший в 1997 году.

## Сюжет
Мастер по металлу Джон Генри придумал мощнейшее оружие «нового поколения» и изготовил опытный образец. Плодами его труда воспользовались уличные налётчики, и что ещё хуже, — эти бандиты решили продать изобретение крупным преступным синдикатам, фашистам и тому подобной публике. Мастер Джон Генри узнал об этом. И тогда на улицах города появился таинственный мистер Сталь — несокрушимый рыцарь в доспехах, наводящий ужас на грабителей и налетчиков, но защищающий слабых и обиженных.

## В ролях
- Шакил О`Нил — Джон Генри Айронс/мистер Сталь
- Аннабет Гиш — Сьюзан Спаркс
- Джадд Нельсон — Натаниэль Бёрк
- Ричард Раундтри — дядя Джои
- Ирма П. Холл — бабушка Одесса
- Рэй Джей — Мартин
- Харви Сильвер — Ламонт
- Чарльз Нейпир — полковник Дэвид
- Керри Кин — сенатор Нолан
- Эрик Пиерпоинт — майор
- Темби Лок — Норма
- Том Бэрри — сержант Маркус
- Кевин Гревье — Сингер